# Plocaederus plicatus
Plocaederus plicatus är en skalbaggsart som först beskrevs av Olivier 1790.  Plocaederus plicatus ingår i släktet Plocaederus och familjen långhorningar.
Artens utbredningsområde är:
- Surinam.
- Venezuela.

Inga underarter finns listade i Catalogue of Life.